# おおたけこういち
おおたけ こういち（旧芸名：大竹 浩一、1981年7月14日 - ）は、福島県出身の俳優、ダンサー、振付師。身長167cm。体重58kg。血液型はB型。劇団SET（スーパー・エキセントリック・シアター）所属。

## 概要
2000年、舞台『バイオロイド零年』でデビュー。同作で、全国7大都市オーディション準グランプリ受賞後、劇団SETに入団。
2008年12月、斎藤工・波岡一喜・福士誠治と共に演劇ユニット「乱-Run-」を結成。

## 出演

### 映画
- HEY JAPANESE! Do you believe PEACE,LOVE and UNDERSTANDING? 2008 2008年、イマドキジャパニーズよ。愛と平和と理解を信じるかい?（2008年） - 涼 役
- FLOWERS -フラワーズ-（2010年） - 木ノ下 役
- 世界のどこにでもある、場所（2011年） - 河崎修三 役
- 劇場版 SPEC〜天〜（2012年）
- 映画 妖怪人間ベム（2012年）

### テレビドラマ
- 憧れの人
- 朝ドラ殺人事件
- 医龍-Team Medical Dragon- 2 - 医局員
- 生まれる。 - 森脇哲多
- 海の上の診療所
- ウルトラマンネクサス 第1話「夜襲 - ナイトレイド -」（2004年） - 井畑正 役
- 運命の人
- おかしな刑事 居眠り刑事とエリート女警視の父娘捜査11 - 浜口太
- オトコマエ! - 弥助
- 御宿かわせみ 第二章
- カサネ - 向井名人
- 神様のベレー帽〜手塚治虫のブラック・ジャック創作秘話〜 - 穴井浩二
- 9・11 NYテロ真実の物語
- 刑事・鬼貫八郎13
- ケータイ刑事 銭形雷 1stシーズン
- 連続テレビ小説
  - 純情きらり（2006年） - 耕輔
  - ゲゲゲの女房（2010年） - 編集者
  - 梅ちゃん先生（2012年） - 熊沢健太
- NHK大河ドラマ
  - 江〜姫たちの戦国〜（2011年） - 与助
  - 八重の桜（2013年）
  - 西郷どん（2018年） - 平野国臣
- コード・ブルー -ドクターヘリ緊急救命- 1st season
- 孤独のグルメ
- さだまさしドラマスペシャル 故郷 〜娘の旅立ち〜 - 山岡
- 37歳で医者になった僕〜研修医純情物語〜 - 小菅直之
- 幸せになろうよ - 水野
- 出社が楽しい経済学 - 小山内学
- 新・警視庁捜査一課9係 season3 第10話「悪魔の連載」（2011年） - 新津良英 役
- 新選組血風録
- スカイハイ
- スクール!!
- 素直になれなくて - ベストマガジン編集部員
- 素晴らしい世界19
- 葬儀屋松子の事件簿2
- その5分前
- 戦う!書店ガール 第3話 - 万引き犯
- チェイス〜国税査察官〜
- CHANGE - 青木
- ディビジョン1
- 鉄道捜査官7 - 三村
- 独身貴族
- どんまい!
- ナニワ金融道6
- バーテンダー - 内田
- ハゲタカ
- パズル - 今昔亭小之助
- はたち-1982年に生まれて-
- ハチミツとクローバー
- ビギナーズ!
- ヒューマンドラマスペシャル・ぱじ〜ジイジと孫娘の愛情物語〜
- はるちゃん5
- 非婚同盟 - 神坂
- プリマダム
- プロポーズ兄弟〜生まれ順別 男が結婚する方法〜 - コンビニの店長
- ホームレス中学生2 - 加藤
- 曲がり角の彼女
- まだ見ぬ父へ、母へ - 上田雄司
- まるまるちびまる子ちゃん - スタッフ
- もうひとつの境遇 - 堂崎正
- もっと恋セヨ乙女
- モンキーパーマ - 華狸須魔
- 世にも奇妙な物語 2012年 秋の特別編「相席の恋人」 - ウエイター
- ラストプレゼント 娘と生きる最後の夏
- ラストホープ - 香田敦也
- 離婚弁護士II〜ハンサムウーマン〜
- Room Of King - 審査員
- 六本木野獣会
- 相棒（2017年） - 神津隆之
- この世にたやすい仕事はない
- 約束のステージ 〜時を駆けるふたりの歌〜 - 上野駅の改札の駅員[1]
- 特捜9
  - season3 第5話（2020年） - 和田孝雄
  - season6 第7話（2023年） - 松島信人

### テレビアニメ
- それだけがネック（2020年） - 小田 役

### 人形劇
- 西遊記外伝 モンキーパーマ（2013年、tvk、テレ玉、チバテレ、群テレ、とちテレ、MTV、KBS京都、サンテレビ、OHK、ひかりTV） - 華狸須魔 役

### バラエティ
- NHK歌謡コンサート（ダンサー）※振付も担当
- 祝女 シーズン3（2012年）
- 戦国鍋TV 〜なんとなく歴史が学べる映像〜（豊臣秀吉）
- 演劇人は、夜な夜な、下北の街で呑み明かす…第4夜（2016年7月前編20・22日、後編27・29日、BSスカパー!）

### Vシネマ
- 笑学六年生〜SIX GRADE ONLY〜

### 舞台
- アグレソの石
- あなたに会えて良かった
- 男と女と浮ついた遺伝子
- お化け物語
- 思い出すのはマリの事
- オリマエ
- ON LINE
- 亀岳郵便局物語
- 喜劇芸人誕生物語
- 君がくれたオレンジ色の嘘
- 恋の骨折り損
- こんにちは赤ちゃん
- 死神パレード
- スーパーヒーローイズム
- スクエアなヒトビト
- 鈴木ごっこ
- ステージ
- ゼロイチ
- 空色ドロップ
- タイツ魂
- 天使はなぜ村に行ったのか
- DORON!
- ナリスマス
- バイオロイド零年 ※デビュー作
- 部屋と僕と弟のはなし
- HOME SWEET HOME
- 迷子の天使たち
- ヤマトタケルの面々
- ラストネーム
- RUN FOR YOUR WIFE 走れスミス
- ルームシェア
- 大遺作[2]
- その鉄塔に男たちはいるという[3]

### CM
- NTT西日本
- NTT BJ iタウンページ・フレッツ機内食編
- オートバックスセブン
- サッポロビール・雫生
- NICOSカード
- 日テレブランド・エイブルインフォマーシャル
- ネバーランド
- マンナンライフ・蒟蒻畑クラッシュタイプ

### PV
- サザンオールスターズ・HOTEL PACIFIC
- HEY!HEY!HEY! MUSIC CHAMP
- ミュージックステーション
- THE夜もヒッパレ

### ラジオ
- おとぼけツアーズ奮戦記 ふじのくに静岡へようこそ!
- 立川こしらのガッテン!こしらじお - パーソナリティ
- 超!mobile A&G presents 生放送!
- DOCOMO MIDNIGHT ON THE PLANET
- トッシー・ほったまの「ばかだなぁ〜♪って言われたい」 ※インターネット配信
- 被取締役新入社員 - 中井

### イベント
- 『ONE PIECE』ジャンプフェスタ2002スペクタクルステージ